# Frans av Sales
Frans av Sales (franska François de Sales), född 21 augusti 1567 nära Annecy, död 28 december 1622 i Lyon, var en fransk teolog och kyrkolärare. Han vördas som helgon inom Romersk-katolska kyrkan. Hans minnesdag firas den 24 januari.
Han är mest känd för sin kamp mot de kalvinistiska lärorna, och är en av motreformationens mest framträdande personer, samt för sin mystika teologi, i vilken han är påverkad av Teresa av Ávila. Han instiftade Marie Besöks-orden, en klosterorden för kvinnor, medan prästkongregationen Don Boscos salesianer har namn efter honom.

## Biografi
Frans av Sales föddes i Château de Thorens till en adlig släkt i Savoyen, en plats som numera tillhör Frankrike. Hans far var greve François de Boisy och hans mor Françoise de Sionnz. Frans var äldst av tolv barn, och fick en god utbildning i La Roche och Annecy, där jesuiterna i synnerhet påverkade honom eftersom de fick hand om hans andliga utveckling och skolgång. Fadern sände honom bara till de bästa skolorna. År 1578, vid tolv års ålder, inskrevs han vid Collège de Clermont i Paris. 

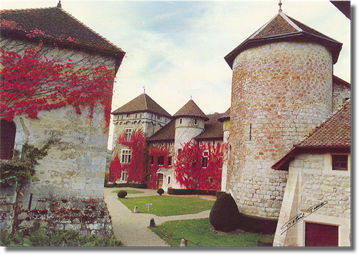
Château de Thorens, där Frans föddes.

Ett år senare genomgick Frans en personlig kris, sedan han efter en teologisk diskussion om predestinationsläran började tro att han var förutbestämd att hamna i helvetet. I december 1586 var hans förtvivlan så djup att han mådde fysiskt dåligt, och var därför en tid sängliggande. Han besökte kyrkan Saint-Étienne-des-Grès i januari 1587 med mycken möda. Då fick krisen ett slut, och han bestämde sig för att ägna sitt liv åt Gud. 
Frans kom till slutsatsen att vadhelst Gud hade i sinnet för honom var detta gott, eftersom Gud är kärlek, vilket Bibeln vittnar om. Inte nog med att denna hängivna tro på Guds kärlek besegrade hans tvivel; den skulle även vara hans ledstjärna i livet och hans lära under resten av hans liv. Hans form av lära om den katolska andligheten benämns ofta ”vägen till den gudomliga kärleken, eller ett liv av hängivelse”, efter en bok han skrev med likartat namn, Introduction à la vie devote (svensk översättning 2012, Filotea: en vägledning till andligt liv).
År 1588 överflyttades Frans från universitetet i Paris till universitetet i Padua, där han studerade både juridik och teologi. Det var också i Padua han bestämde sig för att bli präst. Frans hade då genomgått flera erfarenheter som fått honom att vilja tjäna Gud istället för att leva för jordiska nöjen eller rikedomar. 
Han avlade examen år 1592, med titeln doktor i både juridik och teologi. På hemfärden företog han en pilgrimsfärd till Loreto, som är berömt för sin helgedom åt jungfru Maria. Hemma hade fadern redan ordnat flera anställningar åt sin son, bland annat i senaten i Chambéry. Det var svårt för fadern att acceptera att hans son redan hade valt sin kallelse istället för sin karriär. Inte heller följde Frans sin fars önskemål att gifta sig med en välbeställd brud som fadern utsett åt honom, eftersom han skulle bli präst.
Med hjälp av Claude de Granier, som vid tidpunkten var biskop i Genève, fick slutligen Frans bli prästvigd, och 1593 fick han sin första tjänst i domkapitlet i Genève. 1599 blev han biträdande biskop i Genève, med rätt att efterträda den ordinarie biskopen när denne avgick.
Alltsedan reformationen hade Genèves biskopar haft sitt säte i Annecy, eftersom kalvinisterna tagit makten i själva Genève. Frans började passionerat att verka för att sprida det katolska evangeliet till protestanterna i Savoyen, varigenom han fick åtskilliga människor att återvända till den katolska tron. Nordisk familjebok anger att det rörde sig om så många som 72 000 personer. Han reste också till Rom och Paris, där han upprättade en allians mellan påve Clemens VIII och kung Henrik IV av Frankrike.

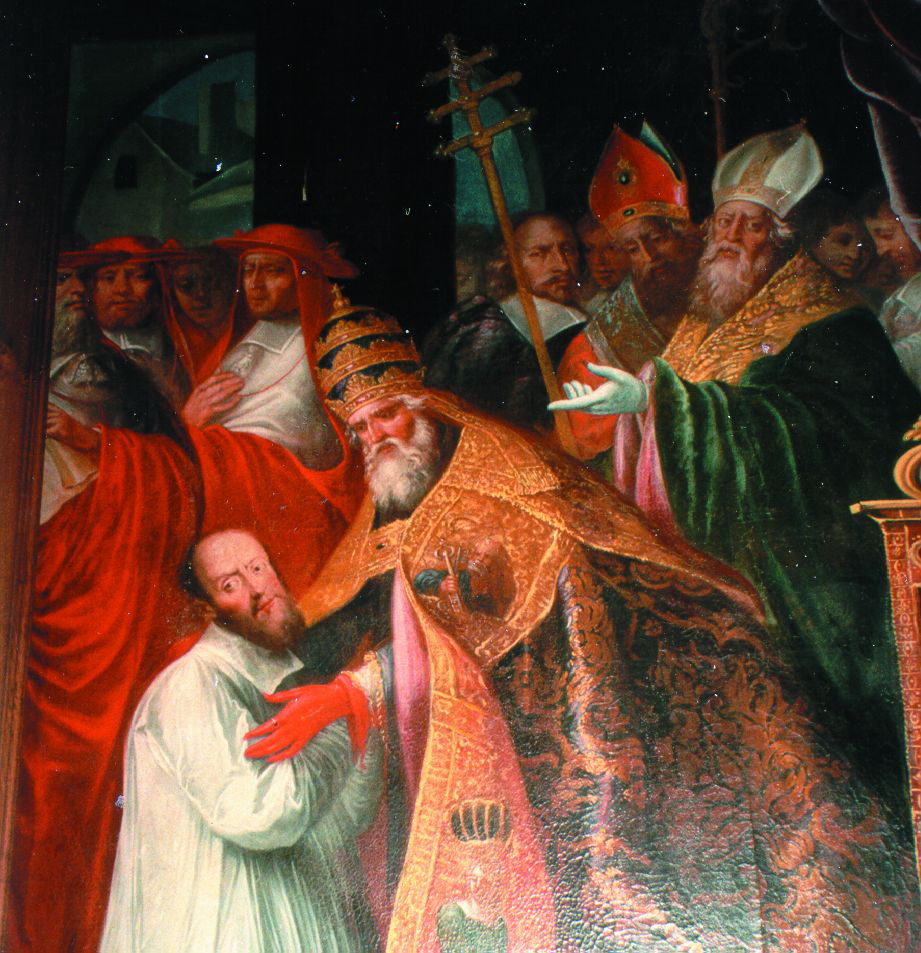
Frans blir biskop, och gratuleras av påve Clemens VIII i Rom.

För att kunna undervisa en döv man om Gud, skapade Frans ett teckenspråk. På grund av detta är Frans skyddshelgon för de döva.
Biskop Granier avled år 1602, och Frans konsekrerades då till biskop av Genève. Under åren som biskop blev Frans berömd för sin trollbindande predikan och sitt asketiska leverne; framför allt var hans omsorg om de fattiga omtalad, liksom hans förståelse och tillgivenhet. 1604 kallades han som biktfader åt baronessan Jeanne de Chantal och fördes därigenom till studium av sankta Teresas skrifter. Tillsammans med Jeanne de Chantal grundade han den 6 juni 1610 Marie Besöks-orden, vilken enligt Lukasevangeliet 1:39 skulle ha till uppgift att besöka alla behövande (stadfäst 1618, med flickskoleundervisning som huvuduppgift). Jeanne de Chantal och Frans kom tillsammans att utveckla sin teologi på grundval av Teresas mystik.
Frans de Sales avled den 28 december 1622 i Lyon under en resa i följe med hertig Karl Emmanuel I av Savoyen. Han begravdes i Visitationskyrkan i Annecy. Vid hans grav påstås flera mirakel ske. Hans hjärta förvarades i Lyon fram till franska revolutionen, då det fördes till Venedig, där det ännu förvaras.

## Författarskap

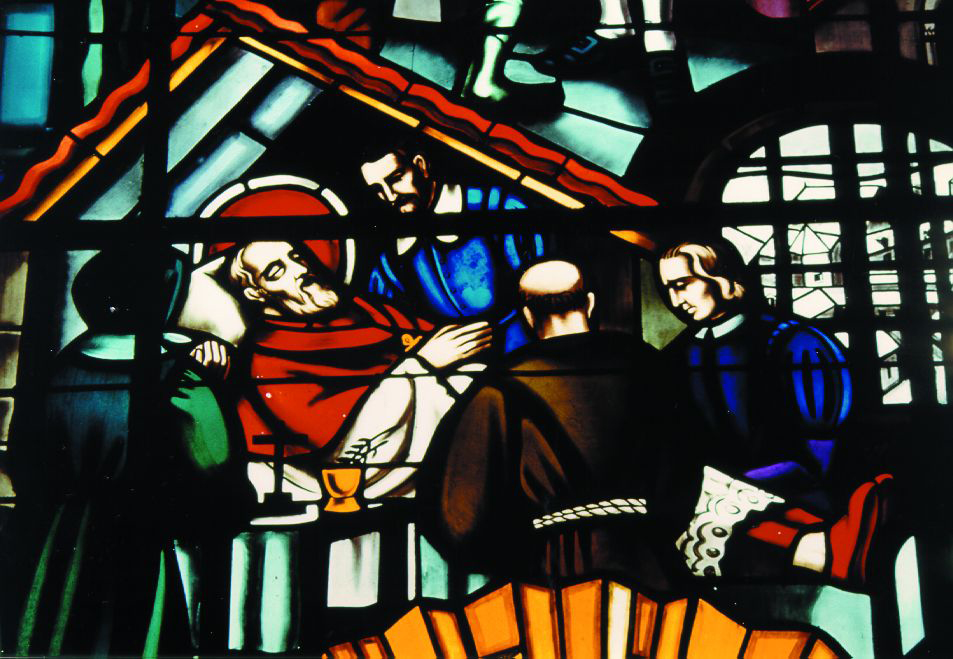
Frans död, fönster i kyrkan i Annecy.

Det är företrädesvis två skrivna verk som Frans av Sales är berömd för: Introduction à la vie devote (svensk översättning 2012, Filotea: en vägledning till andligt liv) och Traité de l'Amour de Dieu (Avhandling om Guds kärlek), men han skrev flera andra alster, samt brev med andlig vägledning till mottagarna. Den förra av dessa har blivit den katolska världens mest spridda andaktsbok näst efter Thomas a Kempis Om Kristi efterföljelse. Den senare är hans mystika bekännelse, full av lärda referenser till Bibeln och teologer; Nordisk familjebok menar att det är den ”djupaste själsanalys, som mystiken åstadkommit”.

## Eftermäle
Frans var sin tids mest hyllade katolske teolog och predikant. Påve Alexander VII saligförklarade honom redan 1661, och samme påve helgonförklarade honom, år 1665. Pius IX utsåg Frans till kyrkolärare den 16 november 1877 i sin encyklika Dives in misericordia Deus. Pius XI utsåg Frans 1923 i bullan Rerum Omnium Perturbationem till skyddshelgon för journalister och författare, som erkännande för de böcker han skrev och hans predikningar.